# Catone in Utica (Bach)
Catone in Utica è un dramma per musica in tre atti del compositore tedesco Johann Christian Bach su libretto di Pietro Metastasio.
Fu rappresentata per la prima volta il 4 novembre 1761 al Teatro San Carlo di Napoli con Anton Raaff.